# Haufe (Wipperfürth)
Haufe ist eine Ortschaft von Wipperfürth im Oberbergischen Kreis im Regierungsbezirk Köln in Nordrhein-Westfalen (Deutschland).

## Lage und Beschreibung
Die Ortschaft liegt im Osten von Wipperfürth am 341,2 m hohen Weiersberg.  Nachbarorte sind Egerpohl, Niederwipper, Dievesherweg, Boxbüchen und Böswipper. In der Ortschaft entspringt der Haufer Bach. Im Nordwesten liegt die Quelle des Langensiefens. Beide Gewässer münden in den Fluss Wupper.
Politisch wird der Ort durch den Direktkandidaten des Wahlbezirks 12.2 (122) Niederwipper im Rat der Stadt Wipperfürth vertreten.

## Geschichte
1548 wurde der Ort erstmals urkundlich erwähnt. „Hauw“ wird in den Listen der bergischen Spann- und Schüppendienste genannt. Die Karte Topographia Ducatus Montani aus dem Jahre 1715 zeigt unter dem Namen „Haufe“ zwei Höfe. Die Topographische Aufnahme der Rheinlande von 1825 zeigt in der Ortschaft unter gleichem Namen sechs einzelne Gebäudegrundrisse.
Ein Wegekreuz aus Eichenholz steht in der Ortschaft. Das Alter des von ehemaligen Einwohnern aus Haufe errichteten Kreuzes ist nicht bekannt.

## Busverbindungen
Über die an der Bundesstraße B237 gelegenen Bushaltestellen „Böswipper“ oder „Egerpohl“ der Linie 336 (VRS/OVAG) ist eine Anbindung an den öffentlichen Personennahverkehr gegeben.